# Neisseria bacilliformis
Neisseria bacilliformis – gatunek Gram-ujemnej bakterii zasiedlający błony śluzowe ssaków. Jako jeden z niewielu przedstawicieli rodzaju Neisseria przybiera kształt pałeczki. N. bacilliformis rośnie na agarze czekoladowym oraz na agarze z krwią owczą, a jego gładkie, okrągłe kolonie osiągają rozmiar od 0,5 do 1 mm po 24 godzinach hodowli. Nie stwierdzono wzrostu tego gatunku na podłożu Thayera-Martina. Zdolność do wytwarzania katalazy oraz redukcji azotanów różni się między poszczególnymi szczepami. Bakteria ta nie jest zdolna do produkcji kwasu z glukozy ani maltozy. Gatunek cechuje się ponadto podatnością na wiele różnych antybiotyków. N. bacilliformis wywołuje zakażenia oportunistyczne, które mogą doprowadzić między innymi do zapalenia wsierdzia u ludzi. 